# Scata
Scata település Franciaországban, Haute-Corse megyében. Lakosainak száma 42 fő (2022. január 1.). Scata Casalta, Ficaja, Piano, La Porta, San-Damiano és San-Gavino-d’Ampugnani községekkel határos.

## Népesség
A település népessége az elmúlt években az alábbi módon változott:
| Lakosok száma | 116  | 45   | 32   | 44   | 48   | 48   | 46   | 44   | 43   | 42   |
|               | 1968 | 1982 | 1990 | 2006 | 2013 | 2015 | 2017 | 2019 | 2020 | 2022 |